# Bel Taimpel

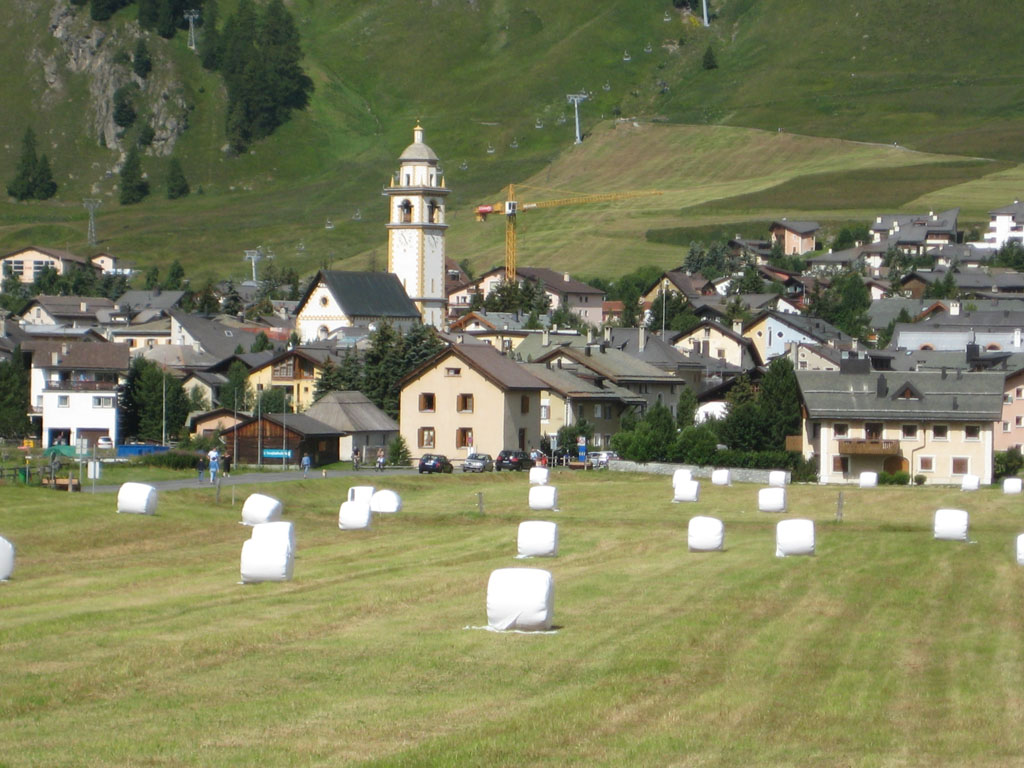
Bel Taimpel als dorfbildprägender Sakralbau

Die Kirche Bel Taimpel (rätoromanisch im Idiom Puter für «Schöner Tempel») ist ein denkmalgeschütztes evangelisch-reformiertes Gotteshaus im Dorfzentrum von Celerina im Oberengadin, Kanton Graubünden, Schweiz. Bel Taimpel war lange Zeit Haupt- und Predigtkirche des Ortes und wird nur noch selten für Sonntagsgottesdienste genutzt.

## Geschichte und Baugeschichte
Der verheerende Dorfbrand von Celerina im Jahr 1631 muss wohl die Kapelle Sencha Trinited, welche nahe der Innbrücke in Celerina stand und deren Fundamente bei archäologischen Grabungen 1974 freigelegt wurden, stark beschädigt haben. Die Zerstörung mag die Idee zur Errichtung einer 'moderneren', repräsentativeren Dorfkirche aufgebracht haben, welche dann eine Generation später realisierte wurde. 1665–1669 werden Turm und Kirche nach dem Vorbild der reformierten Kirche San Niculò (Pontresina) und Plänen von Casper Frizzoni als barocke Gesamtanlage gebaut. Renovationen im 18. Jahrhundert an Turm, Zifferblatt und Gesims. 1718 wird das Portal errichtet und die Frauenbänke erhalten Rückenlehnen. In den Jahren 1846, 1903 und 1934 wechseln die Aussenwände den Farbanstrich.
1914 wurde Bel Taimpel – zusammen mit San Gian (Celerina) und Reformierte Kirche Celerina Crasta – von der evangelischen Kirchgemeinde Celerina zu Eigentum übernommen (davor: Eigentum der Bürgergemeinde Celerina). Bei der umfassenden Restauration von 1994 bis 1996 wird die ursprüngliche Farbfassung erneuert und im Innern Licht und Heizung installiert. Festgottesdienst zum Abschluss der Arbeiten am 30. November 1996.

## Äusseres

### Gestaltung
Wandgliederung durch glatte Lisenen. Portal mit architektonischer Umrahmung aus Säulen mit ionisierenden Kapitellen und einem Gebälk mit aufgelöster Verdachung. Das Datum 1718 im Sturz bezieht sich nur auf dieses Portal mit der Inschrift A DIEU SULET GLORIA ED ONUR. Die Türe reich geschnitzt mit Ranken und Rosetten. Steiles, über dem Chor abgewalmtes Satteldach.

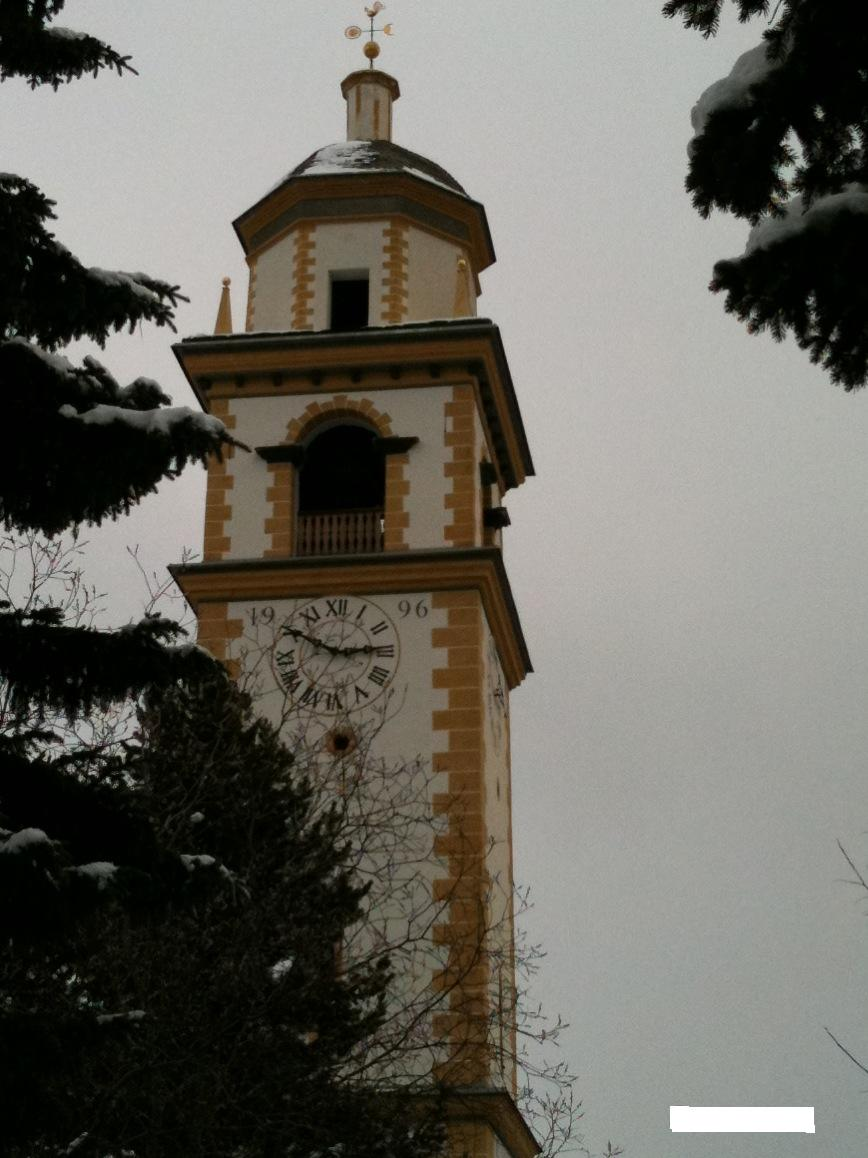
Kirchturm

### Turm
Aus der Achse gerückter Chorscheitelturm, bekrönt von einem achteckigen Aufsatz mit Kuppelhaube. Das Hauptglockengeschoss mit den rundbogigen Schallfenstern ist durch Gesimse herausgehoben. Die Treppe in den beiden unteren Geschossen ist aus der Mauer des Turmes und des Chorschlusses ausgespart. Der Turmschaft ist datiert mit 1669 und 1718. Die Jahreszahl 1718 weist wohl auf eine Renovation des Turms hin. Auf der Turmspitze steht ein goldener Hahn, welcher – über eine Mechanik – die Flügel bewegen kann. Es wird vermutet, dass dieser Hahn bereits im 17. Jahrhundert bei der Fertigstellung des Turmes angebracht wurde. Bei der Renovation 1996 wird die Kopie des Turmhahns mit beweglichen Flügeln (hergestellt durch den Kunstschmied Curdin Niggli, Samedan) sowie die Sonne und Mond darstellende Wetterfahne auf den Turm montiert. Das funktionstüchtige Original des Turmhahns hängt im Kirchgemeindehaus Peidra Viva Celerina.

### Glocken

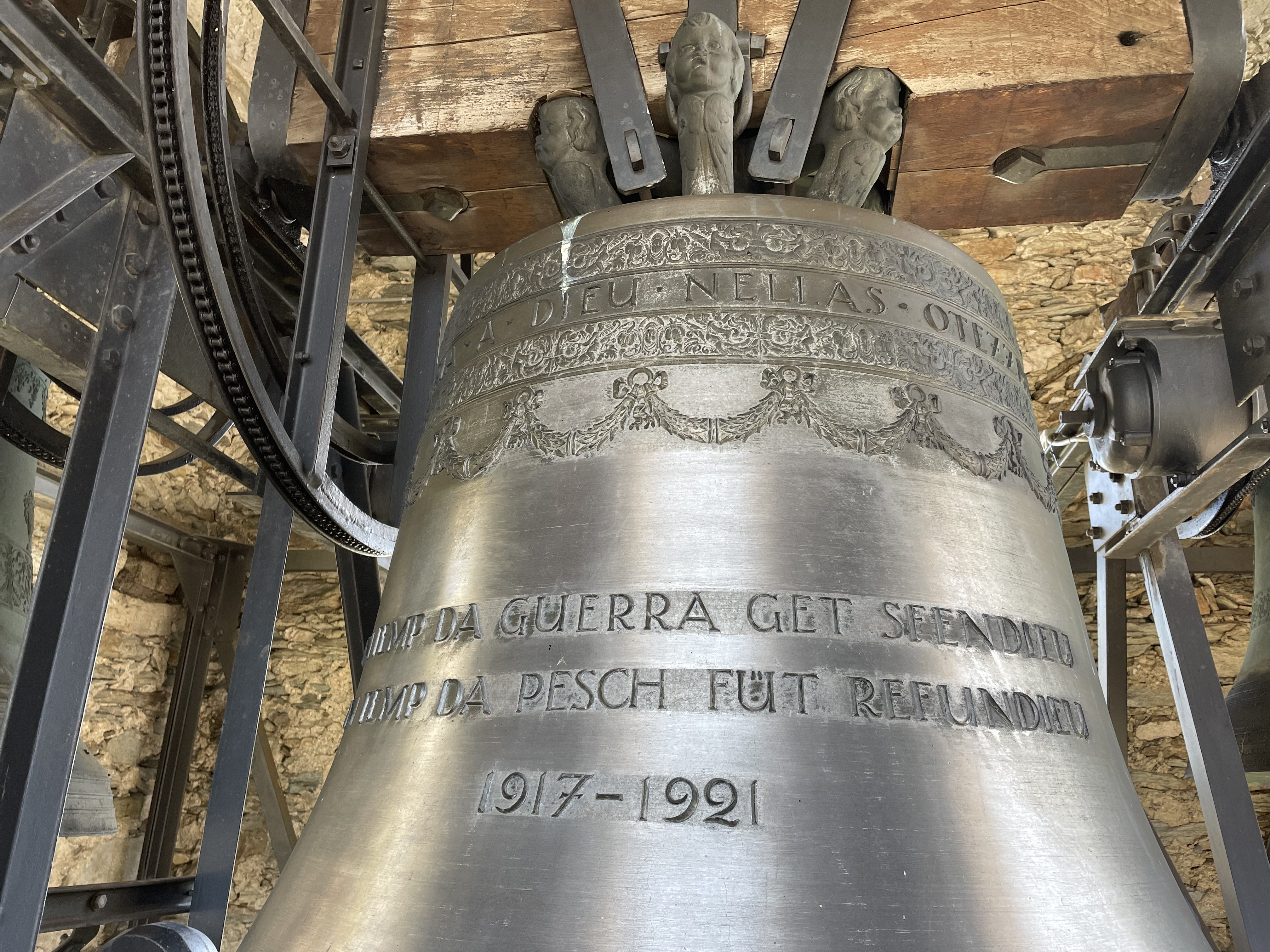
Grosse Glocke in Bel Taimpel Celerina

Am 10. Juni 1682 zerstörte ein Blitz den grossen Turm der Kirche San Gian (Celerina). Dabei schmolz auch die grosse Glocke von San Gian. Diese Glocke ist bereits 1573 wegen ihres hellen und melodischen Klangs erwähnt. Das Material dieser geschmolzenen Glocke soll dann das Material für neue Glocken in der Kirche Bel Taimpel geliefert haben. Um 1870 soll die Glocke mit dem Durchmesser 77,5 cm und der Inschrift + DEUS DABIT BENIGNITATEM ET TERRA NOSTRA DABIT FRUCTUM SUUM. ANNO DOMINI MDCXV (1615) + im Bel Taimpel gehangen haben. Diese Glocke ist jetzt in der Kirche Celerina Crasta. Weitere frühere Glocken in Bel Taimpel waren (i) eine Glocke von 1660, gegossen von Gaudentz Hempel in Chur mit Inschrift AD CONCENTUM CAMPANARUM IN TEMPLUM VENI. DEO TE CORRIGENTE AD MENTME REDI sowie der Namen der Cuvihs (Vorsteher), des Pfarrers Zacharias Paliopi und des Mistrals Joh. Gaud. v. Salis (diese Glocke wurde im am 10. Oktober 1903 vom Turm heruntergenommen und zum Umgiessen noch Grosio versandt), und (ii) eine Glocke gegossen 1810 von Jacob Grassmayr in Feldkirch mit den Namen der Vorsteher und Kirchenvögte.
Seit Anfang des 20. Jahrhunderts hängen vier Glocken im Kirchturm von Bel Taimpel. Das Motiv im Des-Dur-Oktavakkord des Geläutes ist 'Vom Aufgang der Sonne, bis zu ihrem Niedergang' nach Psalm 113,3. Im reformierten Kirchengesangbuch als Nr. 69. Die Glocken 1-3 sind am Montag, 9. November 1903 durch das Speditionsgeschäft von Romedo Misani, Celerina-Crasta von der Glockengiesserei Pruneri in Grosio kommend in Celerina angekommen. Die vierte, kleinste Glocke folgte etwas später. Dieselbe Schlagtonfolge und das Motiv des Geläutes von Bel Taimpel findet sich auch in der reformierten Kirche von Langrickenbach.
| Glocke | Giesser, Gussjahr              | Schlagton | Durchmesser | Gewicht  | Inschrift / Ornament |
| ------ | ------------------------------ | --------- | ----------- | -------- | --- |
| 1      | H. Rüetschi AG Aarau 1917-1921 | des′ -2   | 151 cm      | 2'090 kg | Inschriften: ✶ GLORIA A DIEU NELLAS OTEZZAS ✶ und ✶ IN TEMP DA GUERRA GET SFENDIEU IN TEMP DA PÊSCH FÜT REFEUNDIEU 1921 ✶ Ornamente zwischen zwei Rundstegen: Fries aus hersehendem Frauenkopf, flankiert von zwei geflügelten Putten, die auf Fabeltieren reiten und deren Leiber in eine Blüte übergehen. An Ösen mit Flatterbändern aufgehängte Lorbeergirlanden. |
| 2      | Pruneri Grosio 1903            | f′ -3     | 109 cm      | ≈ 750 kg | Inschriften: ✶ PÊSCH SÜN TERRA ✶ und nach einer Zeigehand ✶ OPUS G. PRUNERI GROSIO 19-03 ✶ Ornamente: Girlande aus Weinlaub mit Trauben. Sechs umlaufende Blumenvasen. Drunter von zwei Rundstegen begrenzter Fries aus symmetrischen Blattranken-Ornamenten mit aufgereihten Knospen. |
| 3      | Pruneri Grosio 1903            | as′ -1    | 91 cm       | ≈ 450 kg | Inschrift: ✶ BAINPLASCHAIR VI ALS CRASTIAUNS ✶ und in einer Rocaillenkartusche mit zwei Posaunenengeln ✶ OPUS G. PRUNERI GROSIO 19-03 ✶ Ornamente: Fries aus längsovalen Medaillons und vierblättrigen Blüten im Wechsel. Daran anschliessend Fries aus abhängenden, rautenförmigen Blatrankenornamenten zwischen Rocaillen und Rankenvoluten. Sechs umlaufende Blumenvasen. Zwischen zwei Perlschnüren Fries aus Blattranken, Rocaillen und Drachengestalten sowie Profilköpfen in Lorbeerkranz. |
| 4      | Pruneri Grosio 1903            | des″ -3   | 65,5 cm     | ≈ 175 kg | Inschrift: ✶ SCHLARIGNA 1903 ✶ und von zwei auf Wolken schwebenden Putten gehalten ✶ AMEN ✶ Ornamente: Fries aus symmetrischen Rankenornamenten mit abhängenden Fruchtkapseln. Zwischen je einem Rundsteg und einer Perlschnur: Fries aus Blumenschalen, Blüten und Blattranken. In verköpftem, von einer Blüte bekröntem und mit Blattranken umgebenen Rahmen ✶PRUNERI GROSIO✶. |

## Inneres

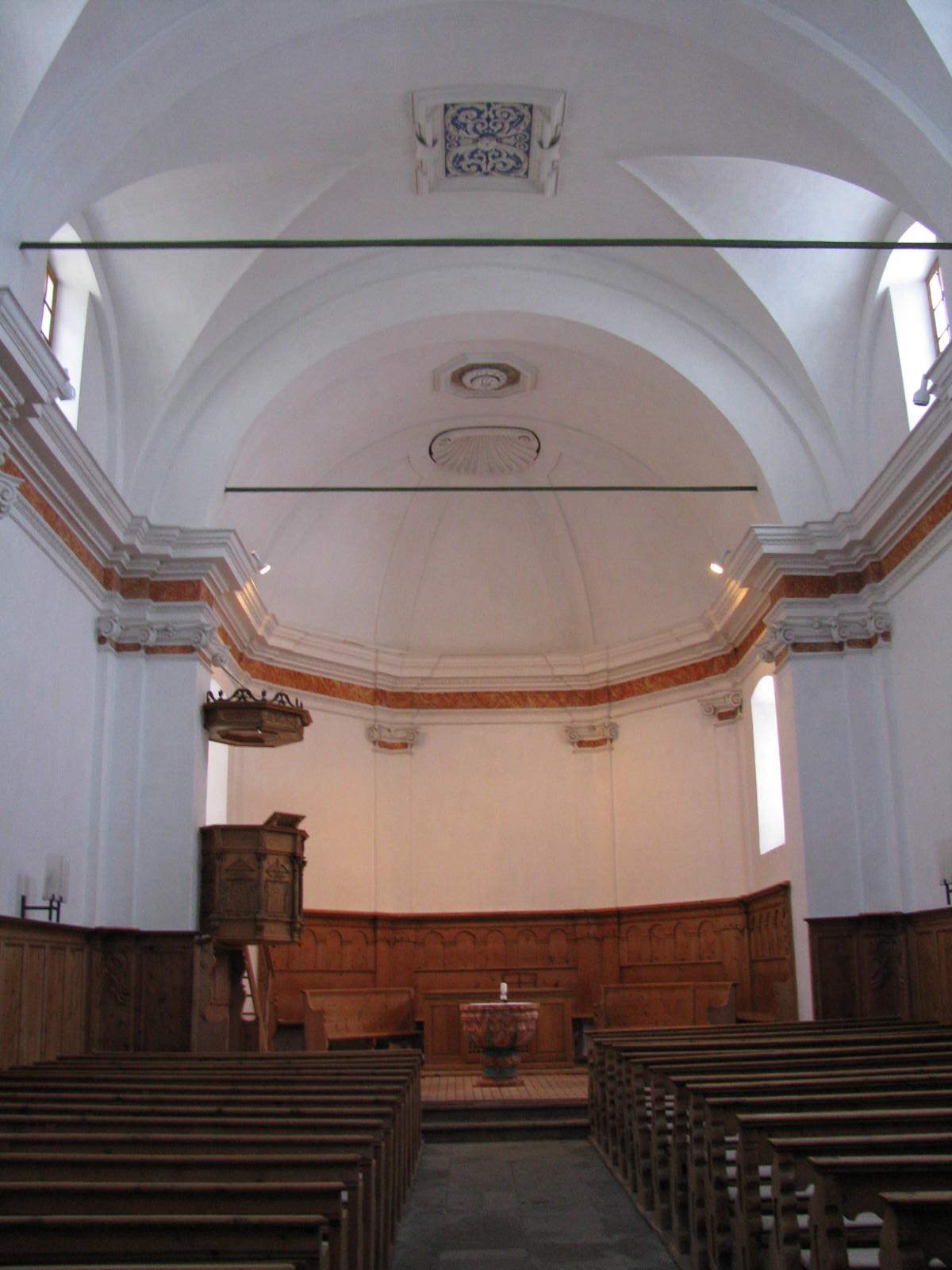
Innenansicht der Kirche

### Ausstattung
Das Kirchenschiff ist tonnenartig gewölbt, im Schiff mit Stichkappen. Im Deckenfries an der Westwand Kartusche mit Salis-Wappen. Der Chor ist dreiseitig geschlossenen. Um den ganzen Kirchenraum läuft ein stark ausladendes Gesims, das durch einen orangerot marmorierten Fries und weitere fantasievolle Friesbänder gezeichnet ist. Über dem Gesims öffnen sich vier Fenster im Schiff und unter dem Gesims zwei Fenster im Chor. Ein mächtiges Tonnengewölbe mit kunstvollen Stuckmedaillons überdeckt den Raum. Das Gesims ist gekröpft über den Pilastern, welche ionisierende Kapitelle mit Engelsköpfen aufweisen und an ihrer Basis vom Getäfer (1770/80) aufgenommen werden, das mit Schnitzereien verziert ist. Der Chor ist nur leicht eingezogen, so dass die Einheit des Predigtsaales erhalten bleibt. Die Stukkaturen von guter Qualität beschränken sich auf Milieustücke am Gewölbe. Sie sind stark plastisch, die Rosette des Chores mit hängendem Stempel. Chorbestuhlung mit Hochwänden. Familienstuhl mit geschweifter Bank. Eingelegte Renaissanceornamente und Wappen Salis, datiert 1645 mit Inschrift JOHANNES SALICAEUS / JOHANNES ET OTTHO EIUS FILLII.

### Kanzel
Polygonale Holzkanzel mit Schalldeckel. Im Fries datiert mit <ANNO DO. 1669> datiert, gefolgt von der Inschrift: <GUARDE CO VUS ODAS, PERCHE A QUEL CHI HO, VAIN DO ED A QUEL CHI NUN HO VAIN PRAINS EIR QUE CH'EL PAISA D'HAVAIR. LUC. 8, V.18>. Der Korpus ist mit fünf Säulen in Felder gegliedert. Deren Füllungen bestehen aus Intarsien, darüber aufgelöste Verdachungen. Der Schalldeckel ist kassetiert mit Reliefranken und Fratzen am Rand. Unter der Kanzel ein dreiteiliger Predigtstuhl. An der Rücklehne des Stuhls die Jahreszahl 1649 und die Initialen IS.

### Taufstein
Spätgotischer Taufstein aus Tuff mit geschraubtem Schaftring aus dem Jahr 1530. Der Taufstein wurde – zu einem unbekannten Zeitpunkt – vermutlich von der Kirche San Gian (Celerina) nach Bel Taimpel gebracht. Durchmesser 95 cm. 1996 rötlich marmoriert bemalt mit einzelnen grünen Blättern. Der Taufstein von Bel Taimpel ist vom Aufbau her ähnlich demjenigen Taufstein, der im Volksmund 'Taufstein von San Bastiaun (Zuoz)' genannt wird. Ähnlichkeit des Taufsteins von Bel Taimpel besteht auch mit dem Taufsteinen in San Niculò (Pontresina) und in der Reformierte Kirche Chamues-ch. All diesen Taufsteinen sind die gedrungen geformten Becken mit den schweren Wulsten gemeinsam. Diese Form steht im Einklang mit der Architektur der Bündner Bauten mit der Neigung zur steingemässen Massigkeit. Diese Art der Taufsteine haben etwas vom Fels, aus dem das lebendige Wasser quillt.

### Orgel
Vor 2002 stand in Bel Taimpel ein Harmonium der Firma Estey Organ & Co., Brattleboro, Utah, USA mit 1 Manual, 14 Registern und zwei Tretpedalen. Seit 2002 steht in Bel Taimpel eine verschiebbare Truhenorgel. Dieses Instrument stand ab 1982 bis zum Umzug nach Bel Taimpel in der Kirche San Gian (Celerina), davor wahrscheinlich an einem anderen Ort. Der Erbauer dieses Instrumentes ist unbekannt. Es ist ein rein mechanisches Schleifladen-Instrument mit geteilten Schleifen (d/dis') und sechs Registern auf einem Manual (C-f3).

## Kirchliche Organisation
Kirchlich gehörte Celerina zunächst zu Zuoz und dann zu Samedan. Celerina löste sich 1527 von der Mutterpfarrei Samedan. Celerina – damals mit den Kirchen San Gian (Celerina) San Gian, Celerina Crasta und der abgegangenen Kapelle Sencha Trinited – trat 1577 zum evangelischen Glauben über. Erster Pfarrer wurde Nikolaus Kesel. Seit 2017 gehört Celerina zur Evangelisch-reformierten Kirchgemeinde Oberengadin (romanisch: Baselgia evangelica-refurmeda Engiadin'Ota), umgangssprachlich Refurmo genannt.